# Sascha Obrecht
Sascha Obrecht (* 18. April 1991 in Wien) ist ein österreichischer Politiker (SPÖ). Vom 24. November 2021 bis zum 20. November 2024 war er Mitglied des Bundesrates. Seit November 2024 ist er Abgeordneter zum Wiener Landtag und Mitglied des Wiener Gemeinderates.

## Leben
Sascha Obrecht ist verheiratet und lebt in Wien.

### Ausbildung und Beruf
Er besuchte Volksschule und Gymnasium in Wien-Favoriten. Nach der Matura leistete er seinen Präsenzdienst, bevor er an der Universität Wien Rechtswissenschaften studierte. Von 2015 bis 2016 machte er ein Auslandssemester an der University of Edinburgh. Bereits während seines Studiums war er Angestellter der SPÖ Favoriten, Studienassistent an der Universität Wien und Mitarbeiter bei verschiedenen Firmen. Nach seinem Studium wurde er Geschäftsführer der SPÖ Favoriten, machte 2021 die Gerichtspraxis und ist seitdem Universitätsassistent an der Universität Wien am Institut für Arbeits- und Sozialrecht. Sascha Obrecht spricht Englisch (C1) und Spanisch (B1).

### Politik
Seine politischen Aktivitäten begannen 2008 bei der „Aktion Kritischer Schüler_innen“. Ab 2010 engagierte er sich bei der Sozialistischen Jugend Wien und ab 2011 bei der SPÖ Favoriten. Als er 2013 Mitglied dem Bezirksrat Wien Favoriten beitrat, war er der jüngste Bezirksrat Wiens. Im Jahr 2021 wurde er Bildungsvorsitzender und Kassier der SPÖ Favoriten.
2021 entsandte ihn der Wiener Landtag als Nachrücker für Wolfgang Beer in den Bundesrat. Hier ist er in mehreren Ausschüssen tätig und Vorsitzender im Finanzausschuss.
Im Herbst 2024 folgte er Nicole Berger-Krotsch im Wiener Landtag und Gemeinderat nach. Sein Sitz im Bundesrat ging an Sandro Beer.
Im Juli 2025 wurde er als Nachfolger von Maria Maltschnig zum Direktor des Dr.-Karl-Renner-Instituts ab September 2025 bestellt.